# Eastern Mediterranean Crows 2011-2012
Questa voce raccoglie le informazioni riguardanti gli Eastern Mediterranean Crows nelle competizioni ufficiali della stagione 2011-2012.

## 1. Lig 2011-2012

### Stagione regolare
| 11 dicembre 2011 2ª giornata | Boğaziçi Sultans | 38 – 8 (8-0 8-0 14-0 8-8) | Eastern Mediterranean Crows |  |

| 25 dicembre 2011 3ª giornata | Eastern Mediterranean Crows | 6 – 28 | ODTÜ Falcons |  |

| 19 febbraio 2012 4ª giornata | ITÜ Hornets | 14 – 6 | Eastern Mediterranean Crows |  |

| 4 marzo 2012 5ª giornata | Hacettepe Red Deers | 22 – 0 | Eastern Mediterranean Crows |  |

| 25 marzo 2012 6ª giornata | Eastern Mediterranean Crows | 0 – 15 | Gazi Warriors |  |

| 15 aprile 2012 7ª giornata | Eastern Mediterranean Crows | 35 – 0 | Istanbul Cavaliers |  |

| 22 aprile 2012 8ª giornata | Ankara Cats | 34 – 6 (6-6 8-0 12-0 8-0) | Eastern Mediterranean Crows |  |

## Statistiche di squadra
| Competizione      | %Vittorie | In casa | In casa | In casa | In casa | In casa | In casa | In trasferta | In trasferta | In trasferta | In trasferta | In trasferta | In trasferta | Totale | Totale | Totale | Totale | Totale | Totale |
| Competizione      | %Vittorie | G       | V       | N       | P       | Pf      | Ps      | G            | V            | N            | P            | Pf           | Ps           | G      | V      | N      | P      | Pf     | Ps     |
| ----------------- | --------- | ------- | ------- | ------- | ------- | ------- | ------- | ------------ | ------------ | ------------ | ------------ | ------------ | ------------ | ------ | ------ | ------ | ------ | ------ | ------ |
| Stagione regolare | .143      | 3       | 1       | 0       | 2       | 41      | 43      | 4            | 0            | 0            | 4            | 20           | 108          | 7      | 1      | 0      | 6      | 61     | 151    |
| Totale            | .143      | 3       | 1       | 0       | 2       | 41      | 43      | 4            | 0            | 0            | 4            | 20           | 108          | 7      | 1      | 0      | 6      | 61     | 151    |